# NGC 1321
NGC 1321 (również PGC 12755) – galaktyka spiralna (Sa), znajdująca się w gwiazdozbiorze Erydanu. Odkrył ją William Herschel 20 września 1784 roku.